# Урейське сільське поселення
Уре́йське сільське поселення (рос. Урейское сельское поселение) — сільське поселення у складі Акшинського району Забайкальського краю Росії.
Адміністративний центр — село Урейськ.

## Населення
Населення сільського поселення становить 1006 осіб (2019; 1182 у 2010, 1398 у 2002).

## Склад
До складу сільського поселення входять:
| Населений пункт | Населення, осіб (2002) | Населення, осіб (2010) |
| --------------- | ---------------------- | ---------------------- |
| Дорожнє, село   | 237                    | 187                    |
| Урейськ, село   | 1161                   | 995                    |